# Gerry Sorensen
Geraldine Ann Sorensen (conocida como Gerry Sorensen; Kimberley, 15 de octubre de 1958) es una deportista canadiense que compitió en esquí alpino.
Ganó una medalla de oro en el Campeonato Mundial de Esquí Alpino de 1982, en la prueba de descenso. 
Participó en los Juegos Olímpicos de Sarajevo 1984, ocupando el sexto lugar en la prueba de descenso.
En 1982 recibió el Premio Bobbi Rosenfeld a la «Deportista femenina del año», y en 1988 fue admitida en el Salón de la Fama del Esquí Canadiense.

## Palmarés internacional
| Campeonato Mundial | Campeonato Mundial   | Campeonato Mundial | Campeonato Mundial |
| Año                | Lugar                | Medalla            | Prueba             |
| ------------------ | -------------------- | ------------------ | ------------------ |
| 1982               | Schladming (Austria) | Medalla de oro     | Descenso           |